# Loxosceles gaucho
Loxosceles gaucho är en spindelart som beskrevs av Willis J. Gertsch 1967. Loxosceles gaucho ingår i släktet Loxosceles och familjen Sicariidae. Inga underarter finns listade i Catalogue of Life.